# حل المشكلات الإبداعي
حل المشكلات الإبداعي (بالإنجليزية: Creative problem solving) هو عملية ذهنية لخلق حل للمشكلة، وهو شكل خاص من حل المشكلات التي ينشئ بها الحل بطريقة استقلالية أكثر من أن يُتعّلم بمساعدة.
حل المشكلات الإبداعي يتضمن دائماً على الإبداع. ومع ذلك، الإبداعية غالباً لا تتضمن على حل المشكلات الإبداعي، خصوصاً في مجالات مثل الموسيقى والشعر والفن. الإبداعية تتطلب الحداثة أو الجدة كسمة لما تم إنشاءه، ولكن الإبداعية لا تعني بالضرورة أن ما يتم إنشاؤه له قيمة أو أنه موضع تقدير من قبل الأشخاص الآخرين.
أن يوصف الحل كحل مشكلات إبداعي يجب أن يكون إما له قيمة، ويحل بوضوح المشكلة المحددة، أو أن يكون موضع تقدير من قبل الشخص الذي لأجله يحسن الوضع.
الوضع السابق بالنسبة للحل لا يحتاج أن يوسم بأنه مشكلة. التسميات البديلة تشمل التحدي، الفرصة، أو الحالة التي يوجد لها مجال للتحسين.
حل مشاكل الواجبات المدرسية المفروضة لا يتضمن عادةً على حل المشكلات الإبداعي لأن مثل هذه المشاكل عادةً ما يكون لها حلول معروفة.
إذا أصبح الحل المنشئ يستخدم على نطاق واسع، فإن الحل يصبح ابتكار وكلمة ابتكار تشير أيضاً إلى عملية خلق ذلك الابتكار. والابتكار الذي يعيش طويلاً وينتشر على نطاق واسع يصبح عادةً تقليدً جديدً. «كل الابتكارات تبدأ كحلول إبداعية، ولكن ليست كل الحلول الإبداعية تصبح ابتكارات.»  بعض الابتكارات أيضاً تتأهل لتكون اختراعات.
الاختراع هو نوع خاص من حل المشكلات الإبداعي الذي يؤهل فيه الحل المنشى ليكون اختراع لأنه جديد ومفيد كهدف، ومادة، وعملية، وبرمجيات، أو أي نوع آخر من عناصر القابلية للتسويق.

## الأدوات والتقنيات
العديد من الأدوات والتقنيات اللآزمة لخلق حل فعال للمشكلة وصفت في تقنيات الإبداع وحل المشكلات.
ويمكن تصنيف تقنيات حل المشكلات الإبداعي على النحو التالي:
- تقنيات الإبداع مصممة لتحول الحالة العقلية للشخص إلى حالة أخرى تشجع الإبداع. هذه التقنيات وصفت بـ تقنيات الإبداع. وأحد هذه الأساليب الشائعة هو أخذ قسطاً من الراحة والاسترخاء أو النوم بعد المحاولة المكثفة للتفكير في الحل.
- تقنيات الإبداع صممت لإعادة صياغة المشكلة. على سبيل المثال، إدراك الأهداف الشخصية عن طريق السؤال «ماذا أنا في الحقيقة أحاول أن أنجز؟» يمكن أن يؤدي إلى تبصر مفيد.
- تقنيات الإبداع صممت لزيادة كمية الأفكار الجديدة. ويستند هذا الأسلوب على الاعتقاد بأن العدد الأكبر من الأفكار يزيد من فرصة أن أحدها له قيمة. بعض هذه التقنيات تشمل الاختيار العشوائي للفكرة (مثل اختيار كلمة من قائمة)، والتفكير بالمتشابهات مع الوضع غير المرغوب فيه، وتشجيع الأفكار الملهمة ذات الصلة التي تؤدي إلى الحل. هذه التقنيات وصفت في تقنيات الإبداع.
- تقنيات حل المشكلات الإبداعي صممت لتؤدي بفعالية إلى منظور جديد يجعل الحل يصبح واضحاً. هذه الفئة مفيدة خصوصاً لحل مشاكل التحديات.[1] بعض هذه التقنيات تتضمن تحديد أبعاد مستقلة تميز (أو تفصل) المفاهيم المرتبطة القريبة [1] هذه التقنيات تمكن من التغلب على نزعة العقل الغريزي لاستخدام «التفكير التشاركي المبسط» الذي فيه اثنين من المفاهيم ذات الصلة تدمج بإحكام بحيث يتغاضى عن اختلافاتها واستقلالها واحدة عن الأخرى.[1]

مايلي أساليب مشكّلة ومعروفة، وعمليات تضم إبداعات متعدد، وتقنيات لحل المشكلات الإبداعي:
تريز، والذي يعرف أيضاً باسم نظرية حل المشكلة الابتكاري (TIPS)، أنشئ بواسطة جنرتش التشولر وزملاؤه مستنداً على فحص أكثر من 200000 براءة اختراع. هذا الأسلوب صمم لتعزيز إنشاء وتطوير القابلية للحصول على براءة الاختراعات، ولكن أيضا مفيدة لخلق الحلول غير المنتجة.
رسم الخرائط الذهنية هو أسلوب إبداعي الذي يعيد صياغة الوضع ويعزز الإبداع كلاهما.
العصف الذهني وهو نشاط جماعي صمم لزيادة كمية الأفكار الجديدة. والحصول على أشخاص آخرين مرتبطين يمكن أن يساعدوا في زيادة المعرفة والفهم للمشكلة، ومساعدة المشاركين على إعادة صياغة المشكلة.
ادوارد دي بونو نشرت العديد من الكتب التي تعزز الأسلوب لحل المشكلة الإبداعي والتفكير الخلاق المسمى التفكير الجانبي.
عملية حل المشكلات الإبداعي (CPS) هو أسلوب من ست خطوات أنشئ بواسطة أوسبورن اليكس وسيد بارنز الذي يناوب بين مراحل التفكير التقاربي والتباعدي.
الأسلوب المألوف لتدريس حل المشكلات الإبداعي هو تعليم التفكير النقدي، بالإضافة إلى التفكير الإبداعي، ولكن لم تثبت فعالية هذا الأسلوب. كبديل لفصل التفكير الإبداعي والنقدي، بعض تقنيات حل المشكلات الإبداعي تركيز على إما تقليص عيوب الفكرة أو استخراج المزايا الهامة للفكرة المعيبة ودمج هذه المزايا في فكرة مختلفة.
أدوات حل المشكلات الإبداعي عادة يتألف من البرامج أو الأهداف القابلة للتلاعب (مثل البطاقات) التي تسهل تقنيات محددة لحل المشكلات الإبداعي. أنظمة الاجتماع الإلكتروني توفر مجموعة من الأدوات التفاعلية لحل المشكلات الإبداعي بواسطة المجموعات عبر الإنترنت.